# Zpovědní tajemství

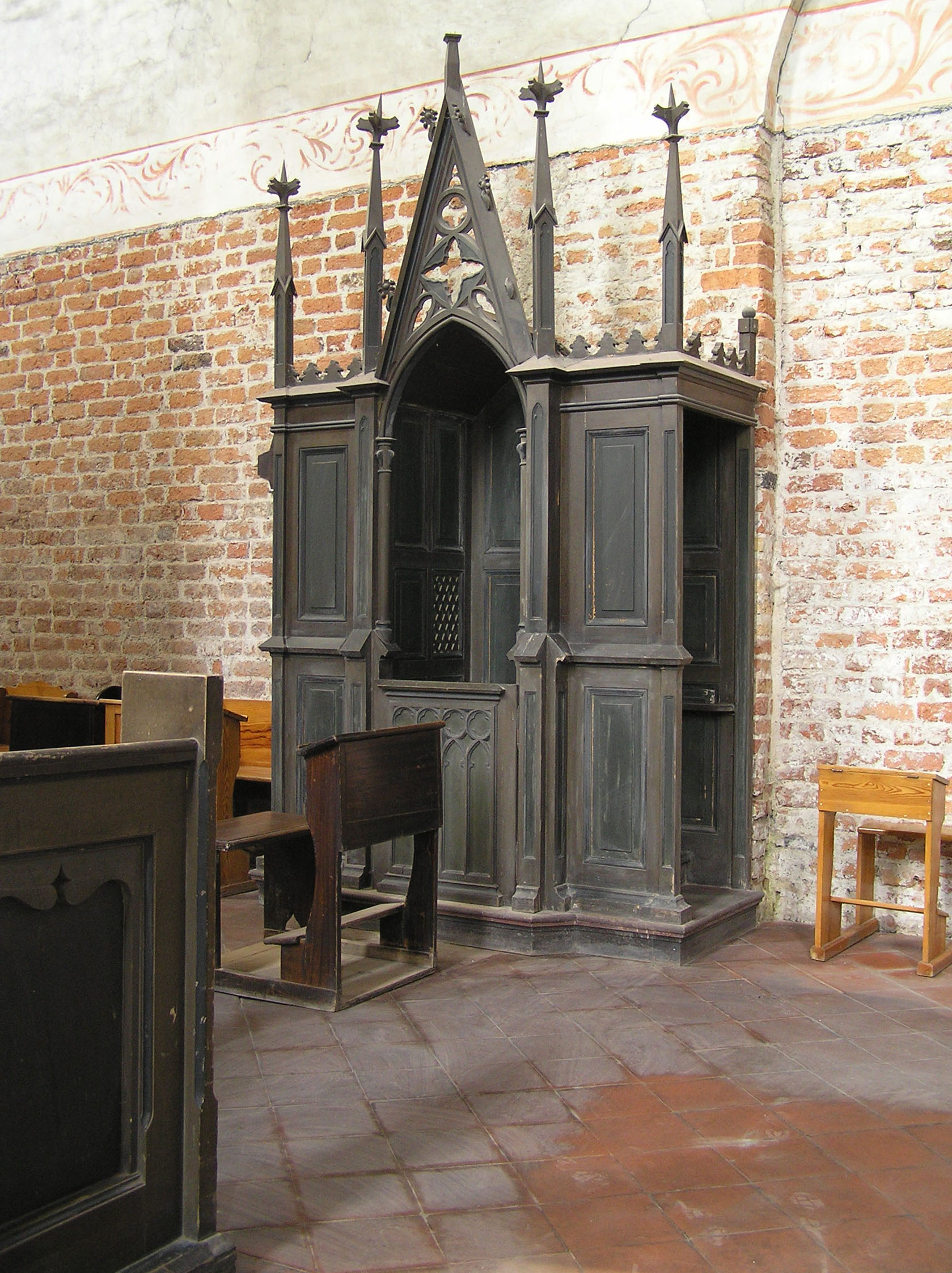
Zpovědnice v Chelmnu

Zpovědní tajemství je charakteristický rys křesťanské tradice a současně kompetence duchovního křesťanské církve. Týká se svátosti smíření, v katolických církvích a v Církvi československé husitské jedné ze sedmi svátostí.

## Zpovědní tajemství v katolické církvi
Soukromá zpověď je vykonávána pod zpovědním tajemstvím, podle kterého kněz nejenže nesmí pod trestem exkomunikace vyjevit, co se dozvěděl při zpovědi (a to ani před státními orgány), ale též nesmí informace, které získal, zohledňovat a využívat ve svém konání (kupř. tedy není možné, aby kněz poté, co se mu kostelník vyzpovídá, že zpronevěřuje farní peníze, kostelníkovi poté správu nad financemi odebral nebo na základě zpovědi začal zkoumat účetní knihu). To se týká nejen běžných hříchů, ale i těžkých zločinů, které jinak podléhají ohlašovací povinnosti. Vyzná-li penitent ve zpovědi některý těžký zločin, zpovědník jej obvykle vyzve, aby se v rámci pokání k zločinu doznal; teprve tehdy (nebo s touto podmínkou) mu obvykle udělí rozhřešení.
Podle kodexu kanonického práva (CIC), kánonu 983, je „svátostné zpovědní tajemství … neporušitelné; proto nesmí zpovědník nic vyzradit na kajícníka ani slovem ani žádným jiným způsobem a z žádného důvodu. – Povinností zachovat tajemství je vázán také tlumočník, pokud ho bylo použito, a také všichni ostatní, kteří se z vyznání jakýmkoliv způsobem dověděli o hříších.“

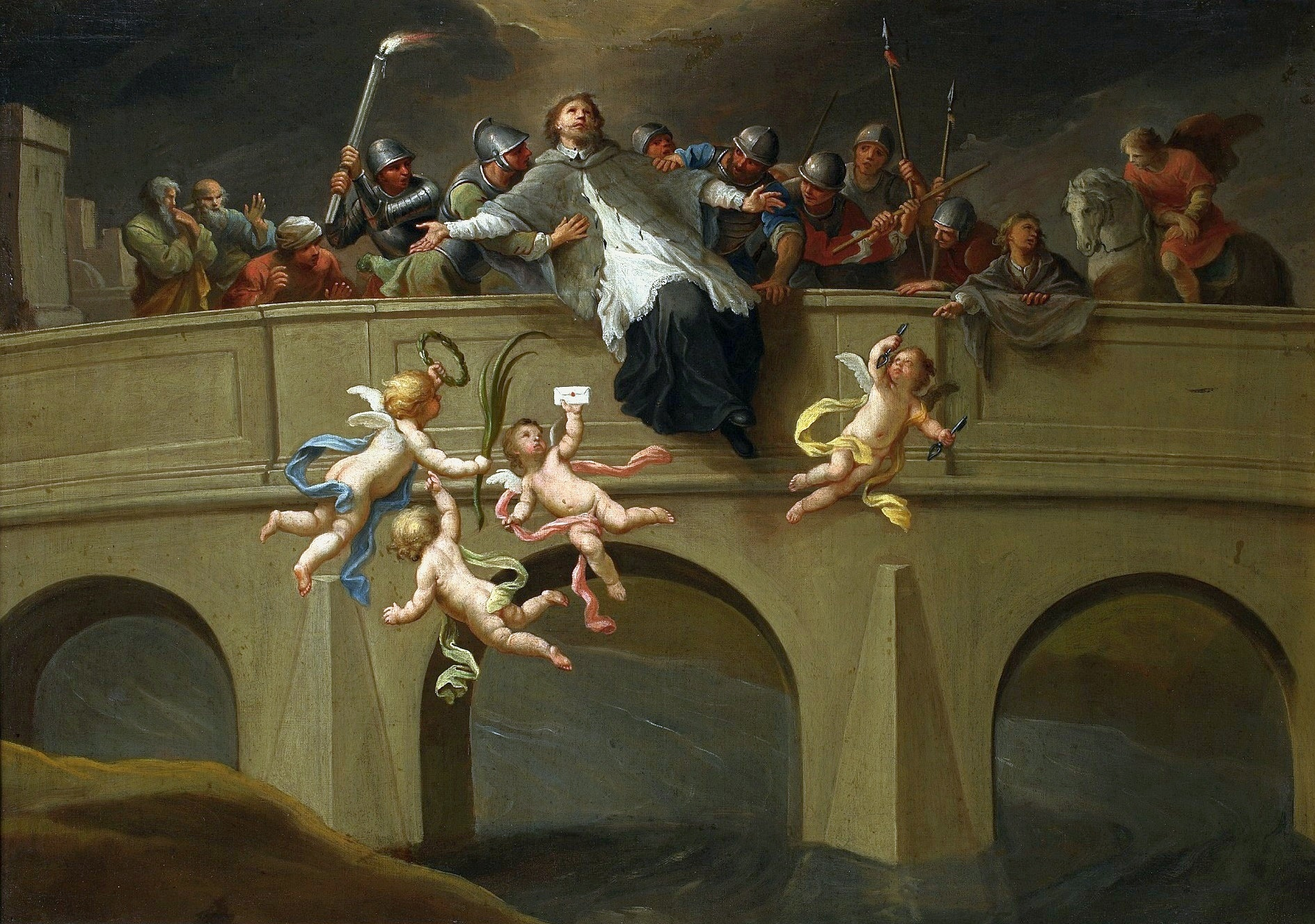
Sv. Jan Nepomucký, mučedník zpovědního tajemství

Povinnosti dodržovat zpovědní tajemství může kněze zprostit pouze sám kajícník, nikdo jiný (ani samotný papež), přesto kněz není oprávněn sdělit i přes výslovný souhlas penitenta obsah zpovědi a nesmí potvrdit ani vyvrátit tvrzený obsah zpovědi penitentem ani že dotyčného zpovídal. Zpovědním tajemstvím je vázán případně i tlumočník, stejně jako další lidé, kteří se o obsahu zpovědi jakýmkoli jiným způsobem dozví (například jej náhodou zaslechnou, když kajícník mluví ve zpovědnici příliš hlasitě). Zpovědní tajemství zavazuje i po smrti kajícníka a i tehdy, když kněz odepřel kajícníkovi udělit rozhřešení.
Svátostné  zpovědní  tajemství  (sacrāmentāle  sigillum)  je  absolutně  neporušitelné:  nikdo  od  něho  nemůže  zpovědníka  dispenzovat.  Kněz  (zpovědník) nesmí  podat  před  soudem  (světským  ani  církevním)  ani  před  jakýmkoliv zástupcem  světské  moci,  ani  před  svým  církevním  nadřízeným  svědectví o  skutečnostech,  které  se dozvěděl  ze  svátostného  vyznání. Jako  přímé  porušení  zpovědního  tajemství  se  označuje  takové,  které umožňuje identifikaci  penitenta  a  jeho  provinění.  Je  trestáno  samočinnou exkomunikací,  jejíž  sejmutí  patří  mezi  papežské  rezerváty. Jako  nepřímé  porušení  zpovědního  tajemství  se  označuje  neopatrné  vyjádření  zpovědníka,  které  může  vést  k domněnkám nebo podezřením ohledně  osoby  penitenta  a  jeho  činů.  Je  postihováno  trestem  uloženým  v  rámci oprávnění  zpovědníku nadřízeného  ordináře.
Dle výnosu Kongregace pro nauku víry z roku 1988 se trestá automatickou exkomunikací i nahrání zpovědi, vlastní i cizí, pravé i předstírané.
Zpovědní tajemství je uznáváno většinou států (včetně Česka), avšak kněží mají povinnost je dodržovat i na území států, které toto tajemství neuznávají. Některé kněží, kteří raději zemřeli, než aby zpovědní tajemství vyzradili státní moci, církev ctí jako světce, což se týká i dvou významných českých světců, sv. Jana Nepomuckého a sv. Jana Sarkandera; jsou to takzvaní mučedníci zpovědního tajemství.

## Zpovědní tajemství v českém právu
Podle zákona č. 3/2002 Sb., o církvích a náboženských společnostech, jsou stanovena tzv. zvláštní práva církví a náboženských společností. Mezi ně patří i právo na zpovědní tajemství. Je zárukou toho, že penitentem (kajícníkem) vyznaný skutek nebude nikde šířen a kněz jej nebude nikomu veřejně ani soukromě oznamovat. (Toto právo mají i některé církve a náboženské společnosti, které nemusejí nutně považovat zpověď za svátost – užívá se obvykle termínu pastorační rozhovor.) 
Duchovní dodržující zpovědní tajemství nemůže být stíhán za neoznámení trestného činu.